# Hans Dercksen
Henri (Hans) Dercksen (Barendrecht, 25 april 1932 – Amsterdam, 24 februari 2024) was een Nederlands pianist.
Hij was (vermoedelijk enig) kind van Johanna Jacoba Bom en Gerrit Hendrik Dercksen van 1946 tot 1956 burgemeester van Heerjansdam.  Hijzelf was getrouwd met Rut Sekhuis; het echtpaar woonde aan het Oosterpark. 
Hij studeerde in eerste instantie aan het Rotterdams Conservatorium; hij nam in 1949 deel aan een eindejaarsuitvoering.  Hij was er jaargenoot van Frans Moonen. Pianist Jaap Callenbach was er een van zijn leraren. In 1952 nam hij deel aan de concours in Diligentia mede georganiseerd door Duinrell en won daar de Viro-prijs (Vereniging voor internationale rechtsorde). Vlak daarna volgde een maand lange recitaltournee door de Verenigde Staten, waarbij hij onder andere Philadelphia (Pennsylvania), Baltimore (Maryland) en Rochester (New York) aandeed. Radio – en televisieoptredens maakten onderdeel uit van deze concertreis.  In dat jaar viel hij ook in voor een zieke Jacques de Monchy en zat op het podium met het Rotterdams Philharmonisch Orkest onder leiding van Eduard Flipse. De muziekstudies combineerde hij met een gymnasiumopleiding.
Dercksen studeerde vervolgens verder bij Nelly Wagenaar aan het Amsterdamsch Conservatorium, hij voltooide ze met de Prix d'Excellence. Hij werd in 1955 samen met cellist Anner Bijlsma onderscheiden met de Vriendenkrans van de Vereniging Vrienden van het Concertgebouw en het Concertgebouworkest. In 1956 volgde de Jacques Vonk-prijs, samen met Joop van Zon. Ook studeerde hij bij Yves Nat in Parijs en Cyril Smith in Londen. 
Dercksen was actief als tot de jaren tachtig solist en als docent aan het Conservatorium in Tilburg en aan het Sweelinck Conservatorium in Amsterdam. Hij trad vijf maal op met het Concertgebouworkest, drie maal onder leiding van Bernard Haitink (1963) en tweemaal onder Erich Leinsdorf.
Pianist Marcel Worms studeerde bij hem in het midden van de jaren tachtig.
Derksen overleed op 24 februari 2024. Hij werd 91 jaar oud.
- International Standard Name Identifier: 0000 0000 4722 9567
- Library of Congress Control Number: nr91041492
- Nationale Bibliotheek van Israël: 987007339438705171
- Nederlandse Thesaurus van Auteursnamen: 073575909
- Virtual International Authority File: 63867109
- WorldCat: E39PBJgCPYjBHbf9Y9xvdPdWjC